# خودمغناطیس‌زدایی
مواد فرومغناطیسی که خودپذیری مغناطیسی بالایی دارند، درون خود دچار افت مغناطیسی شدیدی می‌شوند که به آن خود مغناطیس‌زدایی (به انگلیسی: Self-demagnetization) می‌گویند. این مغناطیس‌زدایی از برهمکنش میدان‌های بخش‌های میکروسکوپی توده پدیدار می‌شود که در پی آن، میدان حاصل از تودهٔ مغناطیسی، کمتر از اندازهٔ پیش‌بینی شده می‌گردد.
پیش‌بینی درصد کاهش میدان برای توده‌هایی با هندسه ساده (با فرض همگن بودن)، آسان و شدنی است و برای توده‌های پیچیده که در طبیعت وجود دارند، با دشواری همراه می‌باشد.